# ضابط اتصال
ضابط الاتصال هو عميل مجند لحساب دولة معينة، يلعب دور الوسيط المنسق بين المنظمات أو الدول للتعاون وتنسيق أنشطتها لتوحيد الجهود وتحقيق التفاهم المتبادل بين الجماعات المتباينة، بغية الاستخدام الأمثل للموارد والعمالة الخدماتية.